# Nikolaus Nalbach
Nikolaus Nalbach (* 7. März 1767 in Cochem; † 18. April 1847 in Kaifenheim) war ein deutscher katholischer Geistlicher.

## Leben und Karriere

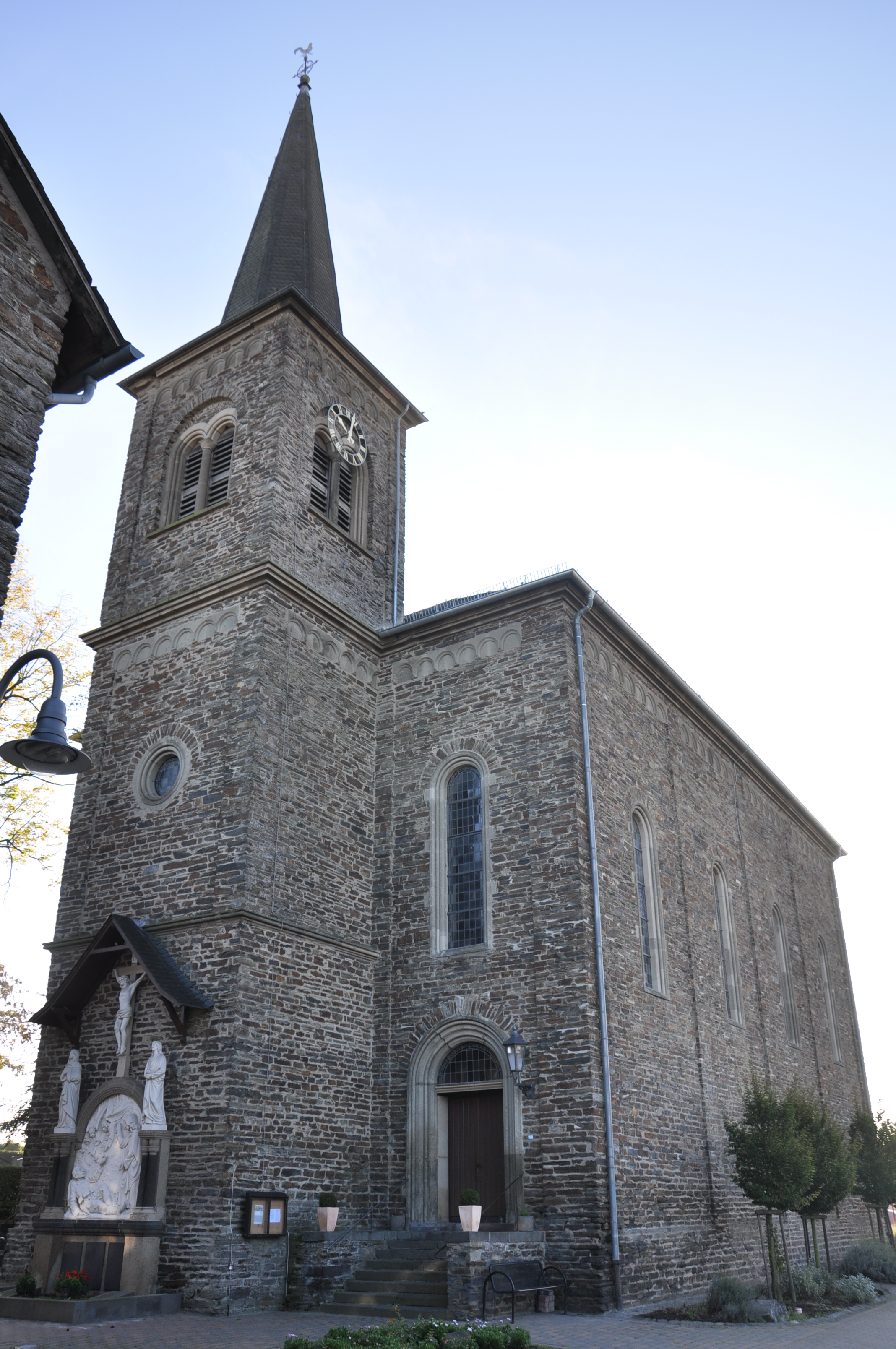
Die Katholische Pfarrkirche St. Nikolaus in Kaifenheim

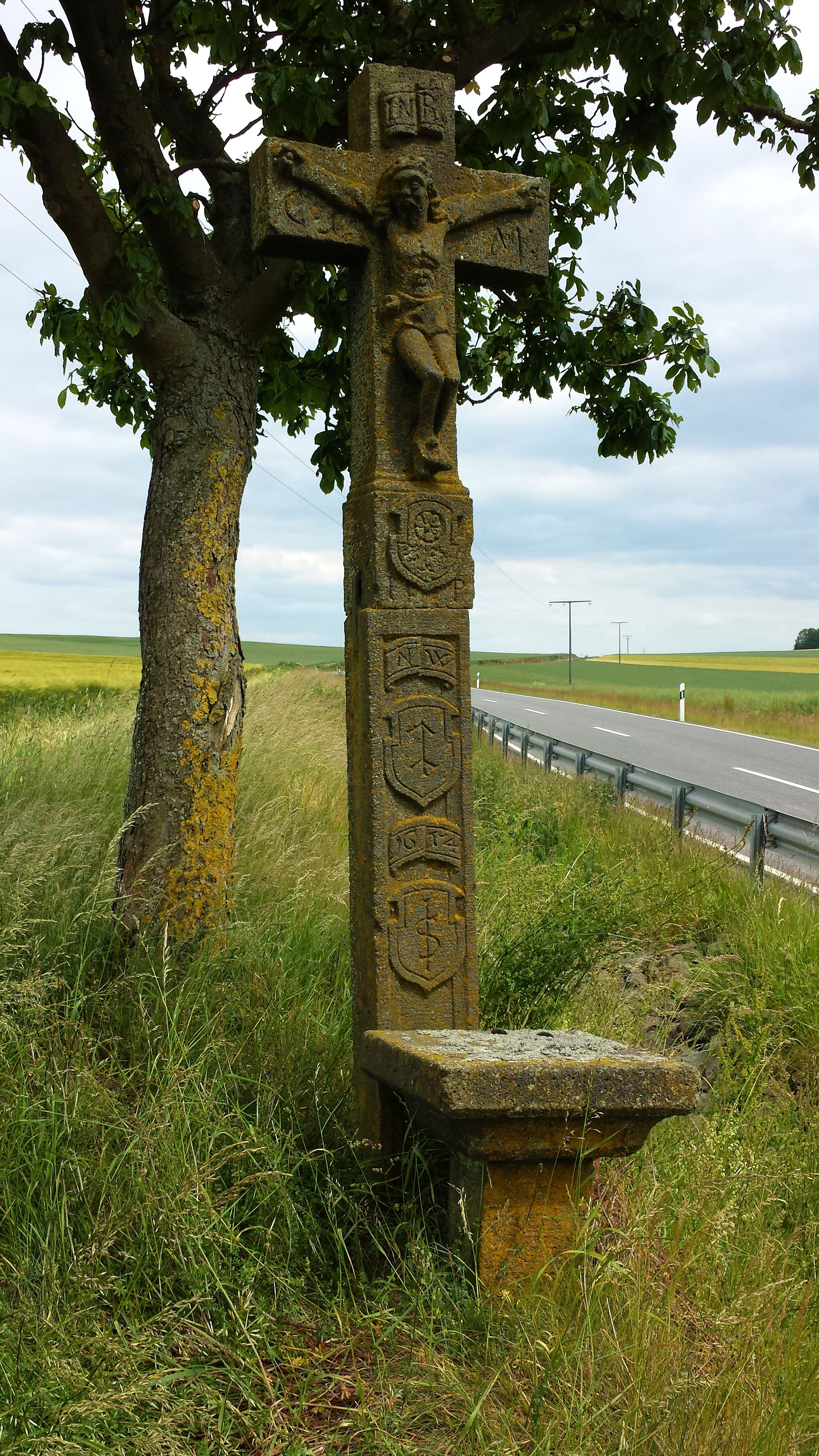
Grabkreuz von Nikolaus Nalbach am Ortsausgang von Kaifenheim in Richtung in Roes

Nikolaus Nalbach war der Sohn des Stadthauptmanns Johann Nalbach und der Maria Margarete Fischer aus Koblenz. Er studierte 7 Jahre in Koblenz und 3 Jahre in Trier. Am 5. April 1794 wurde er Subdiakon (subdiac. ad vicariam s. Cyriaci et Catharinae in colleg. s. Castoris Confluentes), am 14. Juni 1794 Diakon und am 3. August 1794 wurde er in Koblenz auf den Titel eines Vikars (s. Cyriaci et Catharinae) des dortigen St. Kastorstiftes geweiht. Von diesem bezog er später eine jährliche Pension von 299 Francs. Ab 1794 war er 4 Jahre Kaplan in Cochem, bis 1801 war er in Rockeskyll tätig, dann bis 1803 Pastor in Rüber, ab 25. Dezember 1803 war er Pfarrverwalter in Hambuch. Dann folgte bis 1815 Landkern und vom 28. April 1815 bis zu seinem Tode war er als Pfarrer in Kaifenheim tätig, wo er noch im Alter von 75 Jahren die Pfarrkirche bauen ließ. Bei seinem goldenen Priesterjubiläum am 3. August 1844 wurde er Ritter des roten Adlerordens. Den Orden bekam er am gleichen Tage von Friedrich Wilhelm IV. von Preußen verliehen. Sein Bruder Jakob war als Karmeliterpater Vikar in Koblenz im St. Kastor und starb dort am 20. Januar 1820.
Während seiner langen Wirkungszeit als Pastor in Kaifenheim äußerte er 1825 den Wunsch, auch Roes aus der Pfarrei Forst in seinen Pfarrverband aufzunehmen, da die Leute dieses Ortes ohnehin zumeist die Kirche in Kaifenheim besuchen würden. Jedoch blieb es bei der alten Regelung von 1802. Als die alte Pfarrkirche immer baufälliger wurde und Zeugen berichteten, dass das Gotteshaus nahe dem Einsturz sei, beschloss man eine neue Kirche unter der Leitung von Pfarrer Nikolaus Nalbach zu bauen. Architekt Nebel legte einen Kostenvorschlag in Höhe von 9061 Talern vor, die Grundsteinlegung erfolgte am Osterdienstag, dem 14. April 1841. Der Baufortschritt ging gut voran, jedoch kam es am 30. Mai 1841 gegen 11 Uhr zu einem Unglück, als ein Gerüst einstürzte und dabei 5 Männer mitgerissen wurden. Bei dem Sturz aus einer Höhe von über 50 Fuß verloren vier von ihnen ihr Leben, einer überlebte schwerverletzt. 
Nachdem der Bau der neuen Pfarrkirche im Jahr darauf fertiggestellt war, konnte Pfarrer Nalbach dessen Benediktion (Segnung) am 3. November 1842 vornehmen. Baumeister und Architekt erhielten hohes Lob, obwohl die Akustik kritisiert wurde. Nachdem man 4 Jahre den Gottesdienst in einer Notkirche abgehalten hatte, konnte Pfarrer Nalbach am 3. August 1844 die lange erwartete erste Messfeier in der neuen Kirche abhalten. Die Bevölkerung Kaifenheims schien treu zur Kirche gestanden zu haben, da der Pastor die Pfarrkinder (1832) als „friedliebend und der hl. Messe fleißig beiwohnend“ bezeichnete, auch deshalb da man die Advents- und Fastenandachten kannte. Unter den religiösen Denkmälern Kaifenheims findet auch das früher auf dem Friedhof und jetzt an der Straße zu Roes stehende Kreuz des Pfarrers Nalbach Erwähnung.

## Auszeichnungen
- Roter Adlerorden